# 山口信用金庫

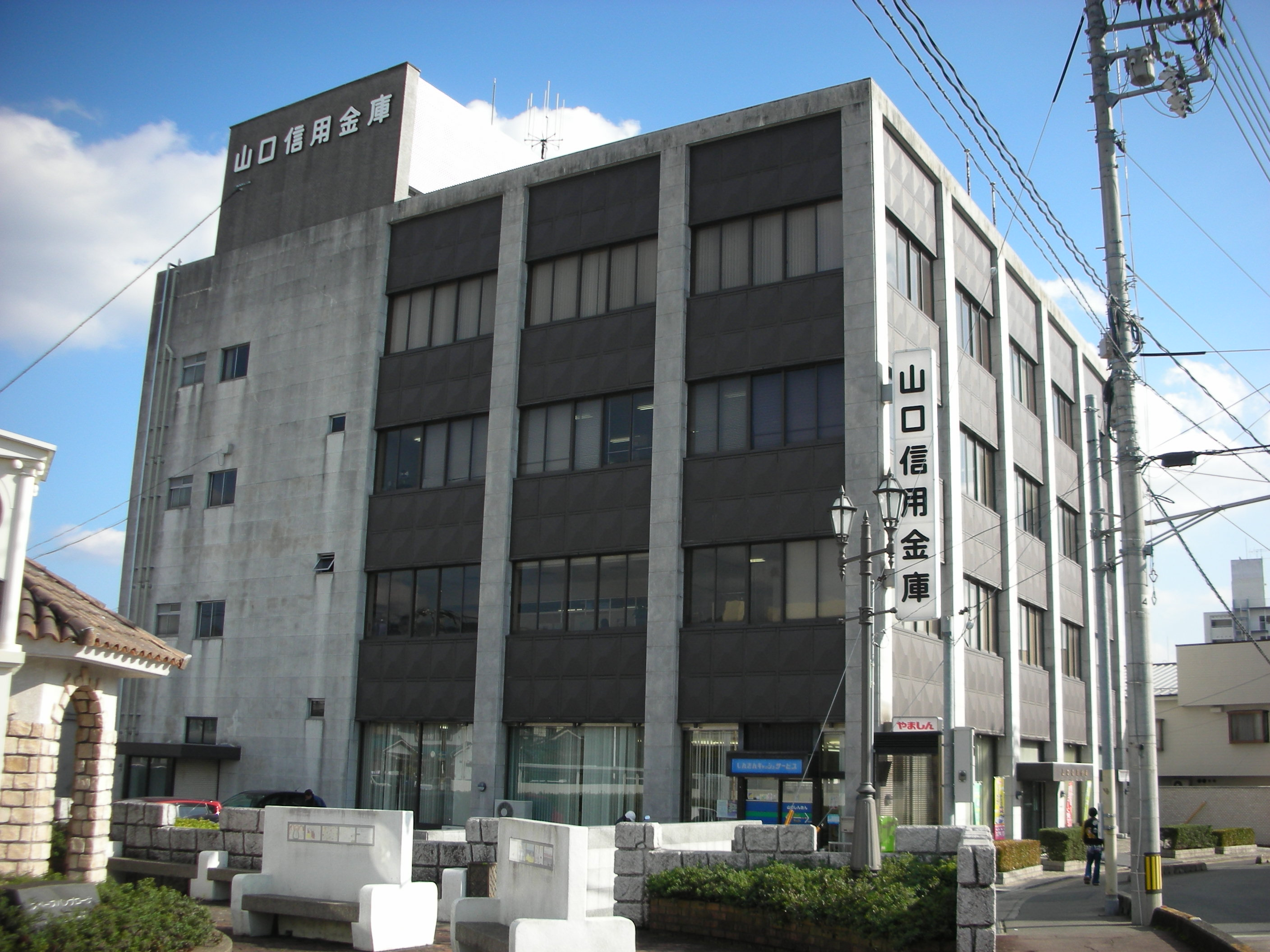
山口信用金庫本店（2008年12月）

山口信用金庫（やまぐちしんようきんこ）は、1919年から2010年の間に存在し、山口県山口市に本店を置いていた信用金庫。山口市に本店を置く唯一の金融機関であった。2010年1月12日に、萩市に本店を置く萩信用金庫との合併を行うと共に、萩山口信用金庫に改称された（存続金庫は山口信金）。

## 沿革
- 1919年1月17日 - 有限責任山口信用組合として設立。
- 1951年10月 - 信用金庫法に基づき、山口信用金庫となる。
- 2010年1月12日 - 萩信用金庫と合併し、萩山口信用金庫に改称。